# سوقند
سوقند، روستایی از توابع بخش مرکزی شهرستان نیشابور در استان خراسان رضوی ایران است.

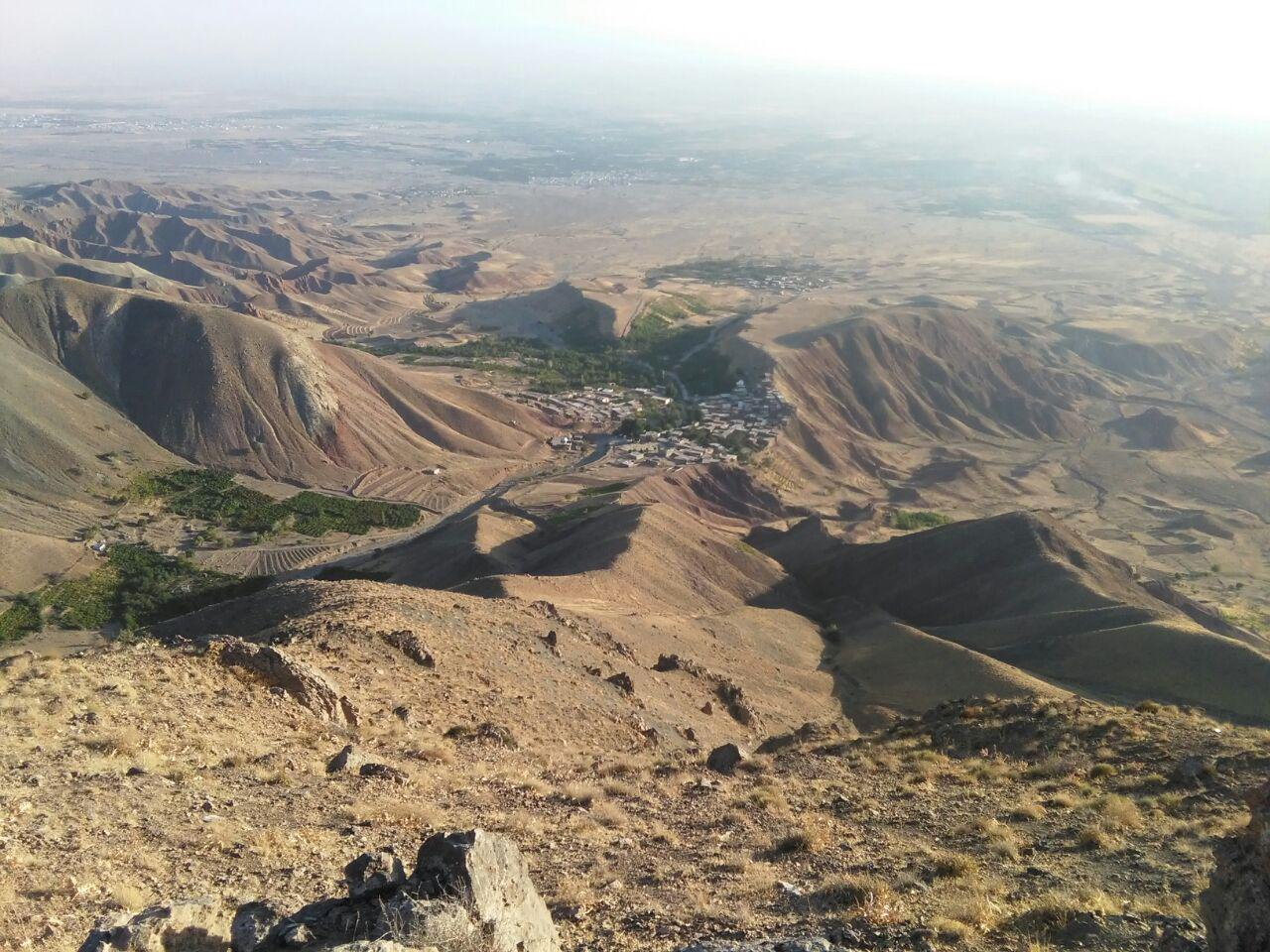
روستای سوقند

این روستا زادگاه شیخ عزالدین سوقندی یکی از فقیهان و عارفان بزرگ .وشاگرد شیخ حسن جوری است.این روستا جایی بسیار زیبا در نیشابور 

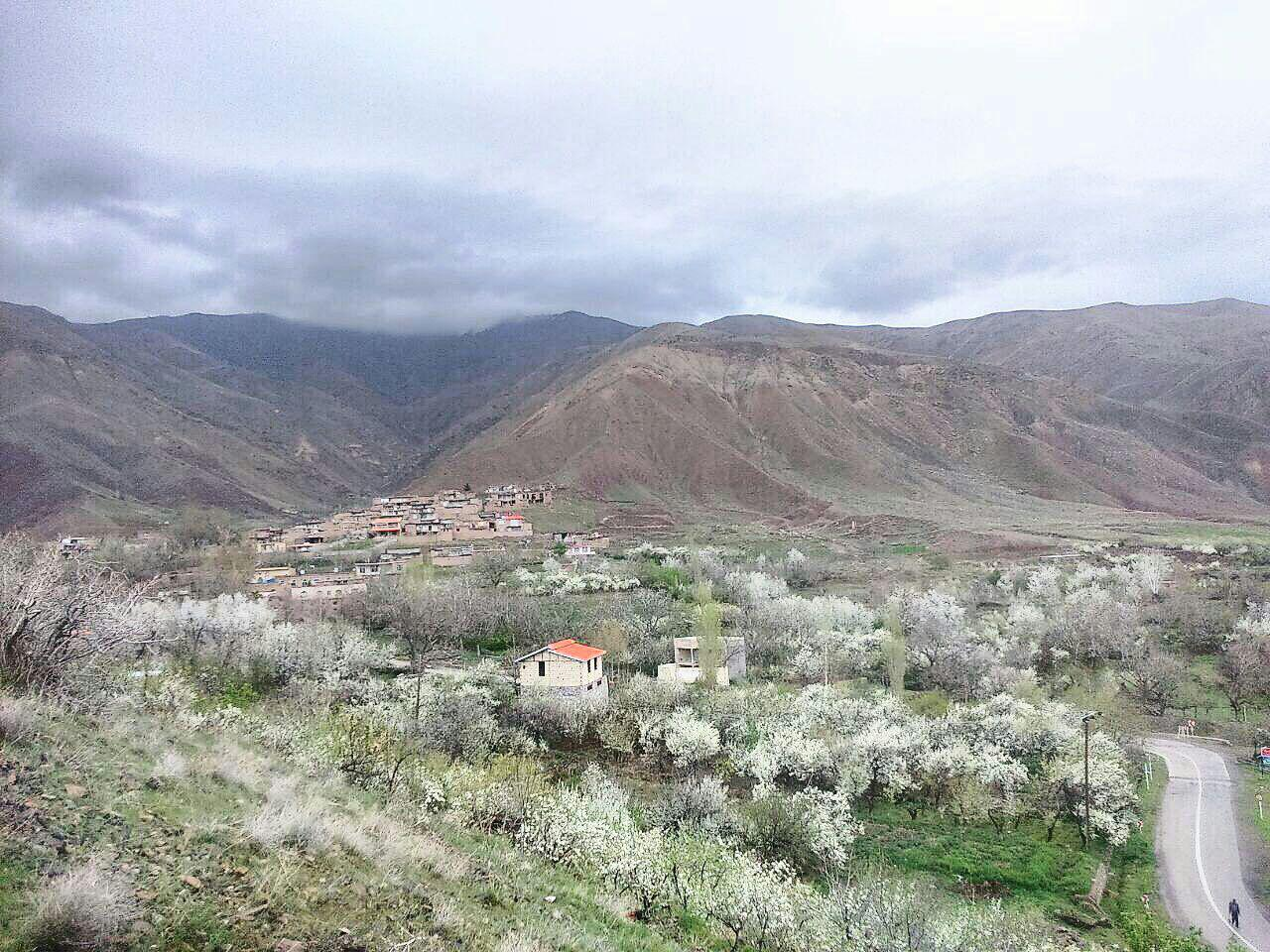
روستای سوقند

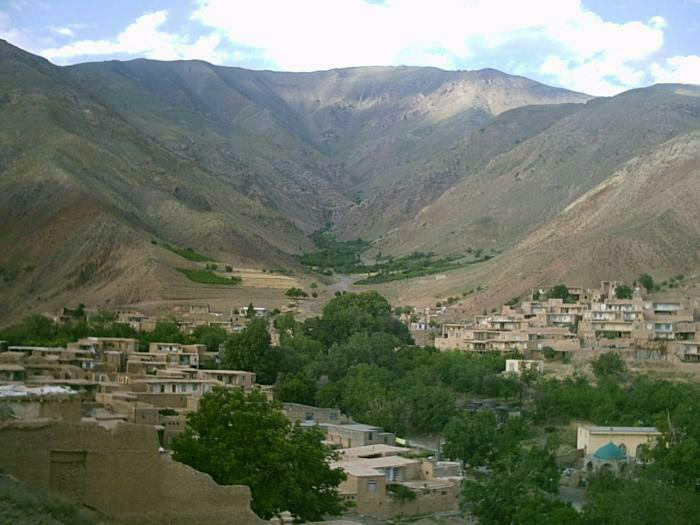
روستای سوقند

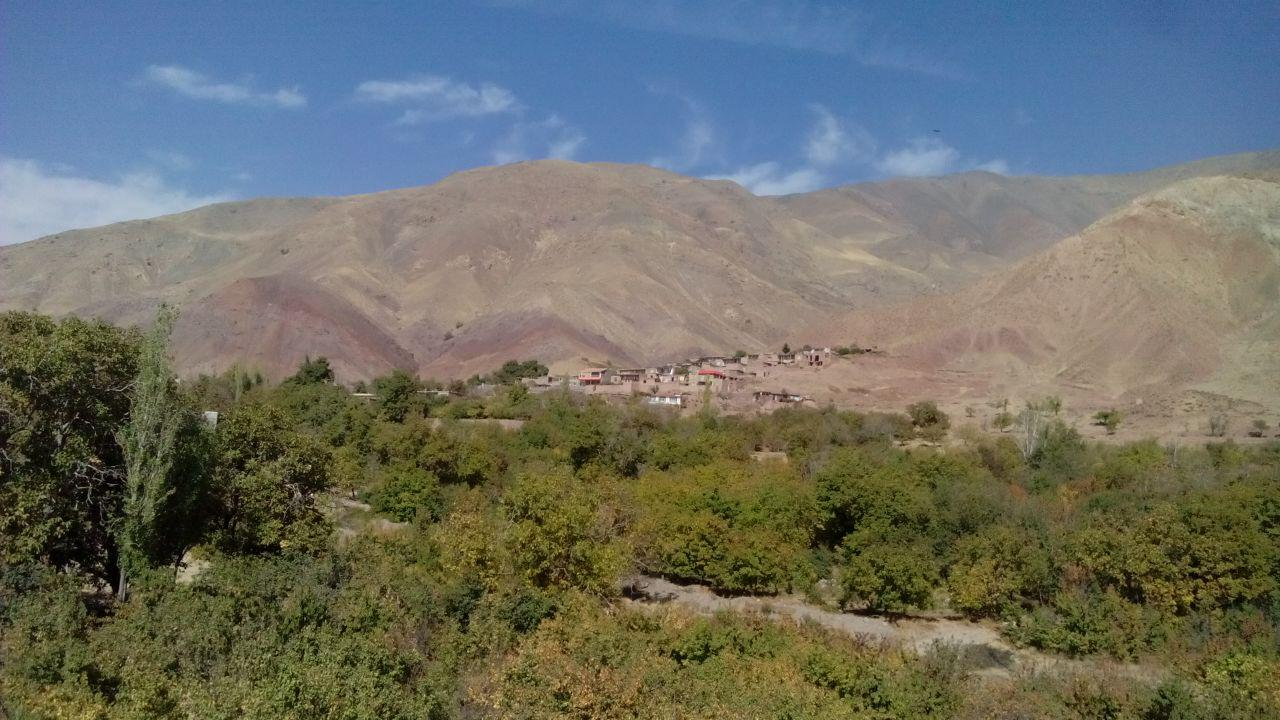
روستای سوقند

## جمعیت
این روستا در دهستان فضل قرار دارد و براساس سرشماری مرکز آمار ایران در سال ۱۳۸۵، جمعیت آن ۲۵۰ نفر (۸۰خانوار) بوده‌است.